# Hernán Zajar
Hernán Zajar (Santa Cruz de Mompós, 12 de julio de 1956) es un reconocido diseñador de modas y empresario colombiano de ascendencia libanesa. Durante su carrera ha estado ligado a importantes eventos como Colombiamoda y Cali Exposhow, y se ha encargado de idear el vesturario en varios certámenes de belleza y producciones para cine, teatro y televisión en su país.

## Biografía

### Primeros años y estudios
Zajar nació en el distrito de Santa Cruz de Mompós, en el departamento de Bolívar. Desde una edad muy temprana empezó a demostrar sensibilidad por la moda, aunque realizó otro tipo de estudios antes de decidirse por iniciar una carrera como diseñador. Viajó a Europa y a los Estados Unidos para especializarse, y cuando retornó a su país empezó a desarrollar su profesión.

### Carrera
Zajar logró convertirse en uno de los diseñadores más reconocidos de su país. Ha diseñado prendas para personalidades en Colombia y a nivel internacional como Ivana Trump, Joan Collins, Samantha Torres, Alicia Machado y Claudia Schiffer. Se ha desempeñado además como diseñador de vestuario para importantes certámenes de belleza internacionales y para producciones de cine, teatro y televisión, entre las que destacan Crónica de una muerte anunciada, Gallito Ramírez, La Vorágine, Azúcar, Caballo viejo y las obras de teatro Entre nosotras y Amigo del alma. Zajar ha sido invitado como jurado en varios programas relacionados con la moda como Colombia's Next Top Model y Project Runway Latinoamérica.
El estilo de Zajar está basado en las tendencias de la región caribeña de Colombia, lugar donde nació y pasó su niñez y adolescencia. Generalmente utiliza colores llamativos en sus prendas, inspirado en las culturas ancestrales de la región Caribe colombiana.

## Premios y reconocimientos
- Oficial de la Orden Rafael Nuñez, Departamento de Bolívar.
- Diseñador estrella en Barranquilla, FENALCO.
- Tairo de Oro, Proyecto Identidad Colombia.
- Nueva estrella de la moda 2002, Audi Fashion Week.
- Representante del talento colombiano en la Casa Blanca, Washington, 2002.
- Trayectoria internacional en el mundo de la moda, Cámara de Comercio Colomboamericana.